# Circuit du Pays de Waes 2013
La 49e édition du Circuit du Pays de Waes (Omloop van Het Waasland) a eu lieu le 10 mars 2013.
L'épreuve fait partie de l'UCI Europe Tour 2013, en catégorie 1.2. Il est par conséquent ouvert aux équipes continentales professionnelles belges, aux équipes continentales, à des équipes nationales et à des équipes régionales ou de clubs. Les UCI ProTeams (première division) ne peuvent pas participer.

## Présentation

### Équipes
| Nom de l'équipe             | Pays     | Code |
| --------------------------- | -------- | ---- |
| Accent Jobs-Wanty           | Belgique | AJW  |
| Crelan-Euphony              | Belgique | CRE  |
| Topsport Vlaanderen-Baloise | Belgique | TSB  |

| Nom de l'équipe       | Pays        | Code |
| --------------------- | ----------- | ---- |
| An Post-ChainReaction | Belgique    | SKT  |
| Colba-Supernao Ham    | Belgique    | CMD  |
| Doltcini-Flanders     | Belgique    | DOL  |
| Nutrixxion Abus       | Allemagne   | TSP  |
| People4you-Unaas      | Suède       | PPY  |
| UK Youth              | Royaume-Uni | UKY  |
| Wallonie-Bruxelles    | Belgique    | WBC  |

| Nom de l'équipe                  | Pays      | Code |
| -------------------------------- | --------- | ---- |
| Artevelde                        | Belgique  | ART  |
| Bergstrasse Jenatec              | Allemagne | TBJ  |
| Bianchi-Lotto-Nieuwe Hoop Tielen | Belgique  | BLN  |
| Cibel-Aliplast                   | Belgique  | CIB  |
| Cécémel                          | Belgique  | CEC  |
| EFC-Omega Pharma-Quick Step      | Belgique  | EFC  |
| J.Jensen-Ramirent                | Danemark  | JJR  |
| Lotto-Belisol U23                | Belgique  | LTU  |
| Lumet-VDBG Steenhouwerij         | Belgique  | LVS  |
| Ottignies-Perwez                 | Belgique  | OTP  |
| Ovyta-Eijssen-Acrog              | Belgique  | OVY  |
| Rock Werchter                    | Belgique  | RWC  |
| Rupelspurters Boom               | Belgique  | RSB  |
| United                           | Belgique  | UNI  |

## Classement final
|    | Coureur             | Équipe                      |    | Temps           |
| -- | ------------------- | --------------------------- | -- | --------------- |
| 1  | Pieter Jacobs       | Topsport Vlaanderen-Baloise | en | 4 h 00 min 38 s |
| 2  | Niko Eeckhout       | An Post-ChainReaction       | +  | 0 s             |
| 3  | Sander Armée        | Topsport Vlaanderen-Baloise |    | 3 s             |
| 4  | Jens Geerinck       | EFC-Omega Pharma-Quick Step |    | 16 s            |
| 5  | James Vanlandschoot | Accent Jobs-Wanty           |    | 16 s            |
| 6  | Wouter Daniels      | Lotto-Belisol U23           |    | 16 s            |
| 7  | Martijn Degreve     | EFC-Omega Pharma-Quick Step |    | 20 s            |
| 8  | Stefan van Dijk     | Accent Jobs-Wanty           |    | 1 min 07 s      |
| 9  | Michael Van Staeyen | Topsport Vlaanderen-Baloise |    | 1 min 07 s      |
| 10 | Sam Bennett         | An Post-ChainReaction       |    | 1 min 07 s      |

## Liste des participants
- Startlist complète